# Pseudocoremia campbelli
Pseudocoremia campbelli là một loài bướm đêm trong họ Geometridae.